# 彼得·希夫
彼得·大衛·希夫（英語：Peter David Schiff；1963年3月23日—）是美國的一位證券經紀人、作家，並曾競選過參議員。他經常出現在經濟節目上作為分析來賓，並且是網路廣播節目《彼得·希夫秀》的主持人。他曾成功預測2007-08年經濟危機。希夫是一位奧地利經濟學派的強烈支持者。

## 簡介
出身於波蘭裔猶太人家庭，父親是保險經紀。希夫於1990年代曾任職於雷曼兄弟，至1996年與拍檔收購加州一家投資公司，更名為歐洲太平洋資本（Euro Pacific Capital），並搬至康湼狄格州。

### 觀點
希夫最廣為人知是於2007年出版《美元崩潰》（Crash Proof）一書，指出美國經濟結構出現問題，而且濫發鈔票，並預言美國將會遭遇金融風暴。

## 外部連結
- SchiffGold （页面存档备份，存于）
- C-SPAN內的頁面（英文）
- 彼得·希夫在互联网电影资料库（IMDb）上的資料（英文）
- YouTube上的彼得·希夫頻道